# Reserveringsprijs
In de micro-economie is de reserveringprijs de hoogste prijs die een koper bereid is voor goederen of diensten te betalen, of de laagste prijs waartegen een verkoper bereid is om een goed of dienst te verkopen.  Reserveringsprijzen worden vaak gebruikt in veilingen.
Reserveringsprijzen voor de koper variëren op basis van hun besteedbaar inkomen, hun verlangen naar het goed, en de prijzen en informatie over substitutiegoederen. De reserveringsvraag is een naam voor het schema van reserveringsprijzen waartegen een verkoper bereid zou zijn om verschillende hoeveelheden van het goed in kwestie te verkopen. 
Het concept van de reserveringsprijs wordt gebruikt bij de berekening van het consumentensurplus of het producentensurplus met betrekking tot de evenwichtsprijs.
Net als een consument bij de aankoop van een goed een stimulans heeft om te zoeken naar een lage prijs bij de aankoop van dit goed, heeft een werknemer de prikkel van een hoog loon bij het zoeken naar een baan. Het laagste loon waartegen de werknemer bereid is een baan te accepteren noemt men het reserveringsloon van die werknemer.